# Skinner-Box

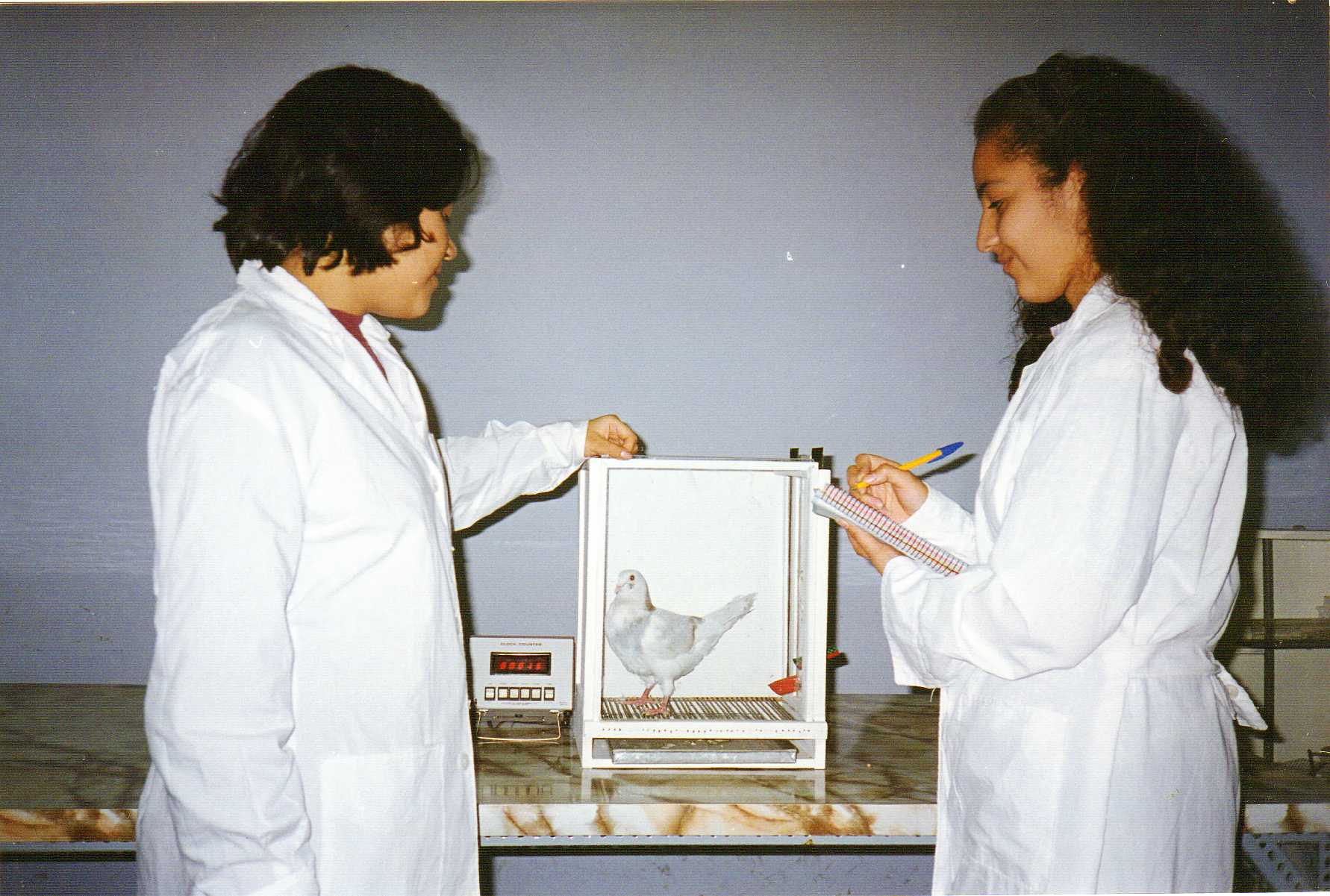
Apparatur zur Konditionierung von Tauben mit Hilfe einer Skinner-Box

Eine Skinner-Box (operant chamber) ist ein äußerst reizarmer Käfig für ein Testtier, in dem es standardisiert und weitgehend automatisiert ein neuartiges Verhalten erlernen kann. Die Bezeichnung Skinner-Box verweist auf Burrhus Frederic Skinner, durch den sie weithin bekannt wurde. Das Gerät ist eine Variante des von Edward Lee Thorndike entwickelten Vexier-, Problem- bzw. Versuchskäfigs. Der von Skinner ursprünglich gewählte Name lautet Operant conditioning chamber (Kammer zum operanten Konditionieren); erst später wurde die Bezeichnung zu einem Eponym.
Von den Vertretern des Behaviorismus wird teilweise die Anschauung vertreten, dass das Verhalten eines Tieres vollständig durch Belohnung für erwünschtes Verhalten (und – weniger verlässlich – durch Bestrafung für unerwünschtes Verhalten) beeinflusst werden kann, das heißt durch operante Konditionierung. Die Konditionierung von Verhalten (Synonyme: Verhaltensformung, shaping) in einer Skinner-Box gilt als besonders effiziente und überdies objektive Methode, da sie dem Testtier erlaubt, ohne allzu unnatürliche Einschränkung unterschiedlichste Verhaltensweisen zu zeigen und der Versuchsleiter nicht lenkend eingreift (Magazintraining).

## Funktionsweise

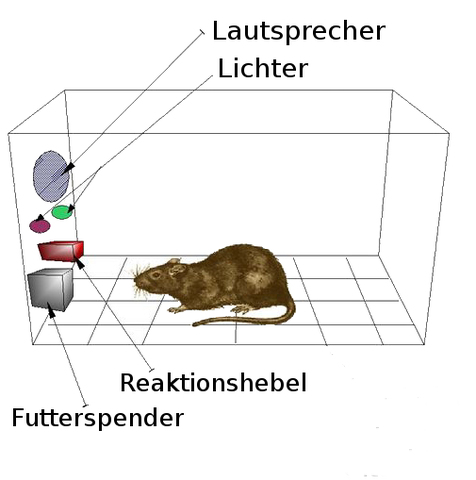
Möglicher Versuchsaufbau für Ratten und Mäuse in einer Skinner-Box

Im typischen Fall besteht eine Skinner-Box aus einem vollständig leeren Käfig mit glatten Wänden, in dem ein kleiner Hebel (zum  Beispiel für Ratten) oder eine von hinten beleuchtete kleine Pickscheibe (zum Beispiel für Tauben) angebracht ist, ferner gibt es stets einen Ausgabeschacht für Futter. In der Box kann zudem eine Lampe in Höhe des Kopfes der Testtiere eingebaut sein (für Ratten) oder wenn die Pickscheibe nicht von hinten beleuchtet sein soll. Die Hebel oder Pickscheiben sind mit einer Vorrichtung verbunden, die sowohl die Anzahl als auch die zeitliche Abfolge der Hebeldrücke oder des Pickens auf die Scheibe registriert. Die „Bausteine“ der Apparatur können zum Beispiel wie folgt miteinander verschaltet sein: Solange die Lichtquelle aufleuchtet, führt ein Hebeldruck oder das Berühren der Pickscheibe dazu, dass etwas Futter in den Ausgabeschacht fällt; leuchtet die Lichtquelle nicht auf, hat das Berühren von Hebel oder Pickscheibe keine Futterausgabe zur Folge.
In seinem Lehrbuch des Verhaltens beschreibt David McFarland die Verhaltensformung von Tauben: „Die Tauben lernen sehr schnell, das Aufleuchten der Lampe mit der Futtergabe zu verbinden, und sie nähern sich sofort dem Futterspender, sobald das Licht aufleuchtet. Im nächsten Stadium [...] wird die Futtergabe von einem bestimmten Verhalten der Taube abhängig gemacht. Normalerweise wird hierfür das Picken gegen das Beleuchtungsfeld gewählt. [...] Beispielsweise können Tauben dazu gebracht werden, Gefiederpflege zu betreiben oder sich im Kreise zu drehen, um eine Futterbelohnung zu erhalten.“ McFarland erläutert ferner, dass die Tauben während der ersten Testphase – durch den Versuchsleiter – bereits dann eine Futterbelohnung erhalten, wenn ihre Bewegungen dem Picken gegen das Beleuchtungsfeld ähneln: „Nähert sich also beispielsweise die Taube dem Pickfeld [...], so kann sie schon belohnt werden, wenn sie aufrecht steht und sich ihr Kopf in der Nähe des Pickfeldes befindet.“ Das heißt: Da Hebel oder Pickscheibe in der Regel die einzigen „ungewöhnlichen“ Elemente im Inneren der Skinner-Box sind, wird das Testtier diese Elemente immer wieder einmal (und häufig besonders intensiv) beschnüffeln oder kräftiger berühren – zufälligerweise gerade auch dann einmal, während das Licht aufleuchtet. Da dann Futter ausgeschüttet wird, steigt die Wahrscheinlichkeit, dass das Testtier erneut am gleichen Ort im Käfig schnüffelt oder pickt – im Ergebnis lernen sowohl Ratten als auch Tauben außerordentlich rasch, das Aufleuchten der Lampe mit Hebeldruck oder Pickscheibe und Futterausgabe in Verbindung zu bringen. Ohne dass der Versuchsleiter in irgendeiner Weise lenkend eingreifen muss, lernen die Testtiere in der Skinner-Box also, dass eine bestimmte Aktion zur Futterausgabe führt. Mit Ratten und anderen Nagern sind solche Lerntests praktisch überall reproduzierbar und zugleich äußerst anschaulich und beeindruckend, so dass sie mancherorts auch zum Repertoire des Schulunterrichts gehören.

## Weblink
- Trainingsphase einer Ratte in der Skinner-Box. Die Ratte hat bereits gelernt, dass einem Hebeldruck die Ausgabe von Futter folgt. Video auf YouTube.

## Belege
1. ↑  H. Roth: Skinner Box. In: Wilhelm Arnold, Hans Jürgen Eysenck, Richard Meili: Lexikon der Psychologie. Bechtermünz Verlag, 1996,  S. 2095.
2. ↑  B. F. Skinner: Cumulative record. 1999 definitive ed. Skinner Foundation, Cambridge, MA 1999, S. 620.
3. ↑  David McFarland: Biologie des Verhaltens. 2. Auflage. Spektrum Akademischer Verlag, Heidelberg und Berlin 199, S. 290, ISBN 3-8274-0925-X.